# AKB48集團 重溫時間 最佳曲目100 2017
AKB48集團 重溫時間 最佳曲目100 2017（日語：AKB48グループ リクエストアワー セットリストベスト100 2017，簡稱 Rikuawa Nisenjuuyon）是日本女子偶像組合AKB48在2017年1月21日至1月22日於東京巨蛋表演廳舉辦的演唱會。「重溫時間 最佳曲目100」是AKB48自2008年起一年一度舉辦的活動，而本年度已是連續第十年舉辦。

## 概要
這是對AKB48以及其姊妹組合（SKE48、NMB48、HKT48、NGT48、SDN48）的所有歌曲（包括收錄在單曲或專輯的歌曲和劇場公演歌曲進行投票。
本場演唱會DVD於同年6月28日發售，並發表了其特典，於同年8月直播平台SHOWROOM上公佈本年度第101名至200名的歌曲。

## 投票結果
本年度共有44首歌曲初次進入榜單（100名內），當中由NGT48演唱並收錄於AKB48單曲《你就是旋律》中的《Max朱鷺315號》初次進榜就獲得冠軍，而第二名是由Team 8演唱的《去47個美麗城市》，該曲目連續兩年獲得前三名（去年為第三名），第三名為松井珠理奈演唱的《紅色高跟鞋與教授》。